# Impedenza acustica
L'impedenza acustica è una misura dell'opposizione che un sistema materiale presenta al flusso acustico risultante da una pressione acustica applicata al sistema. È una proprietà caratteristica del mezzo in cui l'onda si propaga.
Numericamente l'impedenza acustica è pari al rapporto fra la pressione sonora e la portata volumica associata alla vibrazione delle particelle in un punto. Una definizione alternativa è quella di impedenza acustica specifica, pari al rapporto fra la pressione sonora e la velocità di propagazione dell'onda.
L'unità SI dell'impedenza acustica è il secondo pascal per metro cubo (Pa · s / m³) o il rayl per metro quadrato (rayl / m²), mentre quello dell'impedenza acustica specifica è il secondo pascal per metro (Pa · s / m ) o il rayl.
Esiste un'analogia stretta con l'impedenza elettrica, che misura l'opposizione che un sistema presenta al flusso elettrico provocato da una tensione elettrica applicata al sistema.

## Definizioni matematiche dell'impedenza acustica
Per un mezzo materiale lineare-invariante, la pressione acustica applicata al sistema p è legata alla portata volumica Q (valutata attraverso una superficie perpendicolare alla direzione di quella pressione nel suo punto di applicazione) da una relazione lineare, espressa nel caso più generale da una convoluzione nel dominio del tempo:
{\displaystyle p(t)=[Z*Q](t)},  o equivalentemente  {\displaystyle Q(t)=[Y*p](t)}.
Le funzioni di risposta così introdotte prendono rispettivamente il nome di
- impedenza acustica: {\displaystyle Z(t){\stackrel {\mathrm {def} }{{}={}}}{\frac {1}{2}}\!\left[p*Q^{-1}\right]\!(t)}   e
- ammettenza acustica: {\displaystyle Y(t){\stackrel {\mathrm {def} }{{}={}}}{\frac {1}{2}}\!\left[Q*p^{-1}\right]\!(t)}

nel dominio del tempo.
Si può altresì definire l'impedenza acustica nel dominio della frequenza mediante una trasformata di Laplace o di Fourier: 
{\displaystyle Z(s){\stackrel {\mathrm {def} }{{}={}}}{\mathcal {L}}[Z](s)={\frac {{\mathcal {L}}[p](s)}{{\mathcal {L}}[Q](s)}}}
{\displaystyle Z(\omega ){\stackrel {\mathrm {def} }{{}={}}}{\mathcal {F}}[Z](\omega )={\frac {{\mathcal {F}}[p](\omega )}{{\mathcal {F}}[Q](\omega )}}}
Nel caso di un'onda piana, l'impedenza è reale, puramente resistiva: {\displaystyle Z=R=\rho c}, dove ρ è la densità del mezzo mentre c è la velocità di propagazione dell'onda nel mezzo.
In generale Z è una grandezza complessa:
{\displaystyle Z(t)=R(t)+iX(t)}
{\displaystyle Z(s)=R(s)+iX(s)}
{\displaystyle Z(\omega )=R(\omega )+iX(\omega )}
dove i è l'unità immaginaria. Analogamente al caso elettrico, R è detta resistenza ed X è detta reattanza acustica.
La resistenza acustica rappresenta il trasferimento di energia di un'onda acustica. La pressione e il movimento sono in fase, quindi il lavoro viene fatto sul mezzo davanti all'onda.
La reattanza acustica rappresenta anche la pressione che è fuori fase con il movimento e non provoca un trasferimento di energia media. L'analogia elettrica per questo è un condensatore collegato attraverso una linea elettrica. La corrente scorre attraverso il condensatore, ma è fuori fase con la tensione, quindi non viene trasmessa alcuna potenza netta.
Nel caso generale, R(s) non è la trasformata di Laplace della resistenza acustica R(t), né R(ω) è la sua trasformata di Fourier; le due trasformazioni si applicano all'impedenza complessa in toto e mescolano la parte reale e quella immaginaria.
Nel dominio del tempo, la resistenza R(t) e la reattanza X(t) sono legate da una trasformata di Hilbert, in quanto parte reale e parte immaginaria di una funzione di risposta in un sistema lineare-invariante.
La reattanza X si può ulteriormente scomporre: la parte positiva è detta reattanza acustica induttiva (XL) e reattanza acustica capacitiva (XC):
{\displaystyle X(s)=X_{L}(s)-X_{C}(s),}{\displaystyle X(\omega )=X_{L}(\omega )-X_{C}(\omega ),}{\displaystyle X(t)=X_{L}(t)-X_{C}(t).}

## Ammettenza acustica
Come l'impedenza, l'ammettenza acustica Y si può definire nel dominio del tempo oppure nel dominio della frequenza, mediante una trasformata di Laplace o di Fourier: 
{\displaystyle Y(s){\stackrel {\mathrm {def} }{{}={}}}{\mathcal {L}}[Y](s)={\frac {1}{Z(s)}}={\frac {{\mathcal {L}}[Q](s)}{{\mathcal {L}}[p](s)}}}
{\displaystyle Y(\omega ){\stackrel {\mathrm {def} }{{}={}}}{\mathcal {F}}[Y](\omega )={\frac {1}{Z(\omega )}}={\frac {{\mathcal {F}}[Q](\omega )}{{\mathcal {F}}[p](\omega )}}}
Anche l'ammettenza è una grandezza complessa; la sua parte reale G è detta conduttanza e la sua parte immaginaria B è detta suscettanza:
{\displaystyle Y(t)=G(t)+iB(t)}
{\displaystyle Y(s)=G(s)+iB(s)}
{\displaystyle Y(\omega )=G(\omega )+iB(\omega )}
Valgono le stesse considerazioni espresse sopra; in particolare la suscettanza acustica è la trasformata di Hilbert della conduttanza acustica nel dominio del tempo.

## Propagazione fra mezzi diversi

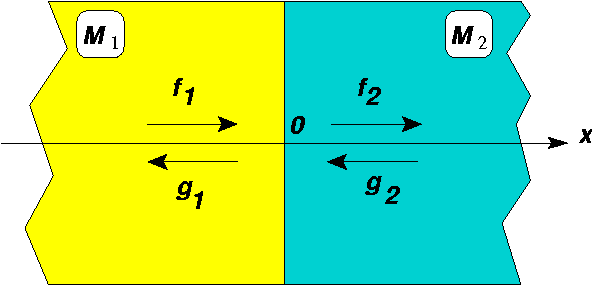
Onde a incidenza normale, onde riflesse e onde trasmesse all'interfaccia che separa due mezzi acustici M_{1} e M_{2}

Quando un'onda acustica incontra l'interfaccia che separa due mezzi di impedenza acustica diversa, una parte dell'onda è trasmessa all'altro mezzo, mentre un'altra parte si riflette sull'interfaccia. La nozione di impedenza acustica permette di calcolare la quantità di energia acustica trasmessa e riflessa.
Supponendo U l'energia dell'onda attraversante i mezzi M1 e M2 come in figura e supponendo Z1 l'impedenza acustica del mezzo M1 e Z2 l'impedenza acustica del mezzo M2, l'energia trasmessa Ut da M1 a M2 è uguale a:

{\displaystyle U_{t}={\frac {2\cdot Z_{1}}{Z_{1}+Z_{2}}}\cdot U}
Mentre l'energia riflessa Ur è uguale a:

{\displaystyle U_{r}={\frac {Z_{2}-Z_{1}}{Z_{1}+Z_{2}}}\cdot U}